# Olympische Sommerspiele 2004/Teilnehmer (Simbabwe)
| Gelbes Symbol für Goldmedaillen mit stilisierten Olympischen Ringen | Graues Symbol für Silbermedaillen mit stilisierten Olympischen Ringen | Braundes Symbol für Bronzemedaillen mit stilisierten Olympischen Ringen |
| ------------------------------------------------------------------- | --------------------------------------------------------------------- | ----------------------------------------------------------------------- |
| 1                                                                   | 1                                                                     | 1                                                                       |

Simbabwe nahm an den Olympischen Sommerspielen 2004 in der griechischen Hauptstadt Athen mit zwölf Sportlern, drei Frauen und neun Männern, teil.

## Medaillengewinner
Mit je einer gewonnenen Gold-, Silber- und Bronzemedaille belegte das Team Platz 49 im Medaillenspiegel.

### Gold
| Name(n)         | Sportart  | Wettkampf               |
| --------------- | --------- | ----------------------- |
| Kirsty Coventry | Schwimmen | 200 Meter Rücken Frauen |

### Silber
| Name(n)         | Sportart  | Wettkampf               |
| --------------- | --------- | ----------------------- |
| Kirsty Coventry | Schwimmen | 100 Meter Rücken Frauen |

### Bronze
| Name(n)         | Sportart  | Wettkampf              |
| --------------- | --------- | ---------------------- |
| Kirsty Coventry | Schwimmen | 200 Meter Lagen Frauen |

## Teilnehmer nach Sportarten

### Leichtathletik
- Brian Dzingai
200 Meter Männer: 23. Platz

- Lewis Banda
400 Meter Männer: Halbfinale

- Young Talkmore Nyongani
400 Meter Männer: Vorläufe

- Lloyd Zvasiya
400 Meter Männer: Vorläufe

- Abel Chimukoko
Marathon Männer: 48. Platz

- Winneth Dube
100 Meter Frauen: Vorläufe

### Schießen
- Michael Sean James Nicholson
Doppel-Trap Männer: 16. Platz

### Schwimmen
- Kirsty Coventry
200 Meter Rücken Frauen: Gold 
100 Meter Rücken Frauen: Silber 
200 Meter Lagen Frauen: Bronze

- Brendan Ashby
100 Meter Rücken Männer: 39. Platz

### Tennis
- Cara Black
Einzel Frauen: 2. Runde Qualifikation

- Wayne Black und Kevin Ullyett
Doppel Männer: Viertelfinale